# サドリディン・アイニー

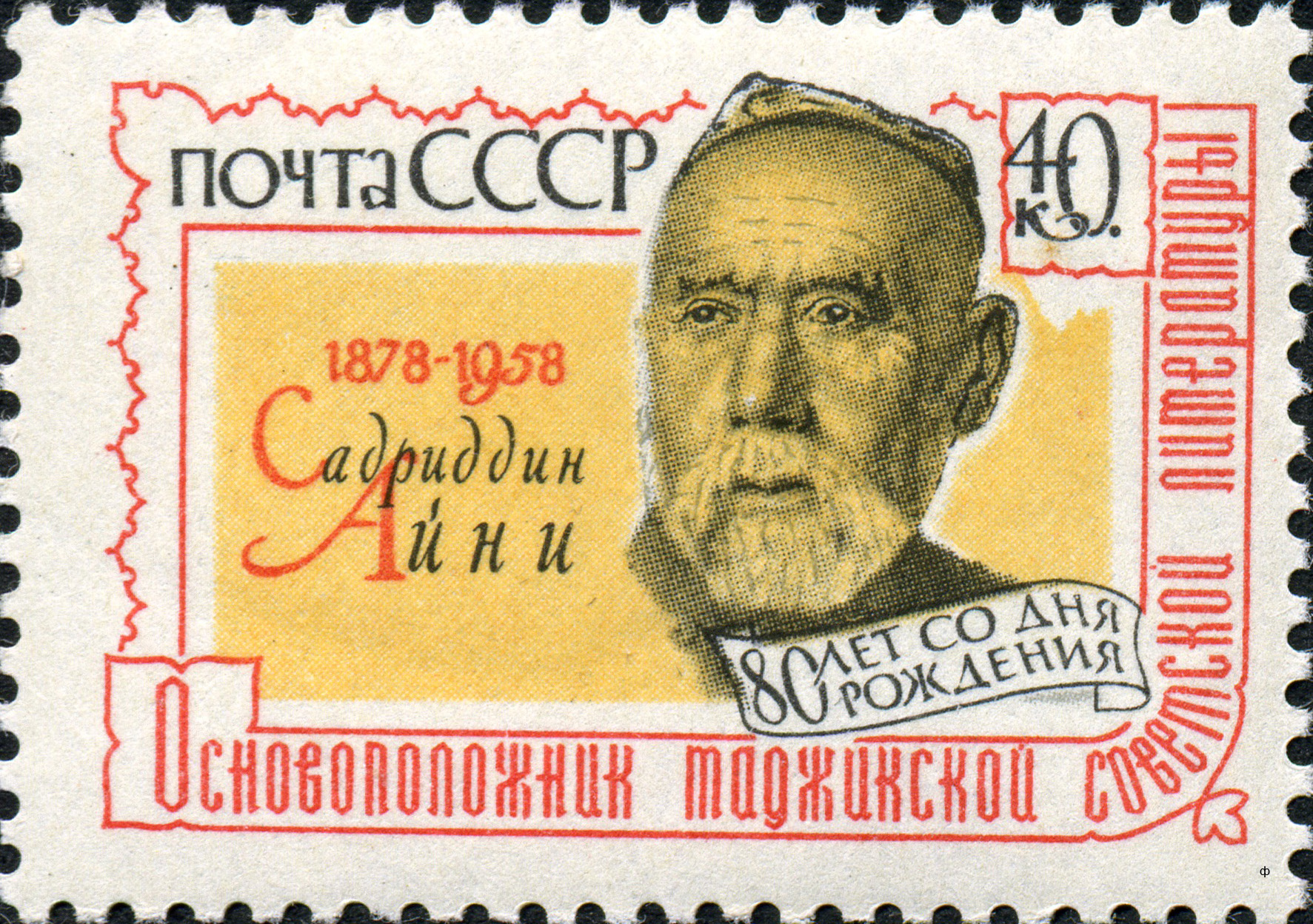
1958年にソビエト連邦で発行された、アイニーの肖像が描かれた切手

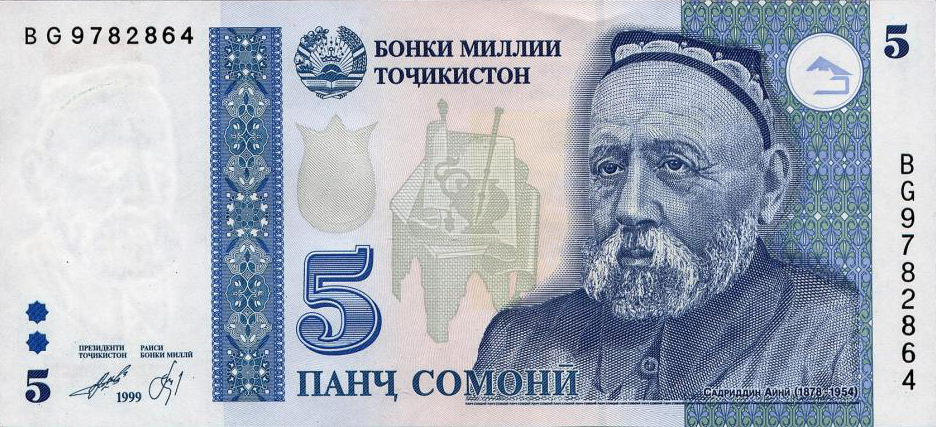
5ソモニ

サドリディン・アイニー（英語: Sadriddin Ayni/'Sadriddin Aini、ペルシア語: صدرالدين عيني、タジク語: Садриддин Айнӣ、
1878年4月15日 - 1954年7月15日）は、ソビエト連邦タジク共和国（現:タジキスタン）の作家、ウラマー。タジク語による著述活動を行い、ソビエト連邦ではタジク・ソビエト文学の創始者として高い評価を受けた。

## 生涯
1878年にアイニーはブハラ・アミール国（ブハラ・ハン国）支配下のブハラ近郊の農村で誕生する。村落で初等教育を受けた後、12歳の時にブハラのミール・アラブ・マドラサに入学する。
アイニーはマドラサが形式主義・権威主義に陥り、近代的な教育の導入を拒む保守的な校風を批判した。そして、ロシア語の学習に熱意を持っていたウラマーのトゥラブがマドラサから追放されたことに落胆し、学校の保守性に反発して退学する。アイニーはブハラの歴史家ダーニシュの思想の影響を受けるようになり、啓蒙活動に従事するようになった。また、カザン出身の教師アブドゥルラフマン・サアディーの紹介でイスラーム改革主義の中心的な雑誌『スラド・ミュスタキム』に触れ、政治と社会の視野を広げた。
伝統的なイスラームの教育法に疑念を抱くアイニーは1908年に新方式の学校の設立に参加し、1910年頃から青年ブハラ人のジャディード運動に身を投じるようになった。1917年4月にブハラで自由と独立を掲げてデモを起こした青年ブハラ人の一団が警察・市民と衝突する事件が起こり、多数の青年ブハラ人の指導者が逮捕される。この事件の際にアイニーもアミールの官憲に逮捕され、75の鞭打ち刑を受けて投獄されるが、ロシア人ソビエト組織の介入によって釈放された。釈放されたアイニーはソビエト政権下のサマルカンドに移り、宣伝活動に従事した。1918年にブハラのアミールはサマルカンドで活動するアイニーへの報復として、彼の弟を処刑する。釈放後のアイニーは青年ブハラ人から距離を置くようになり、1920年のブハラ革命の際にはサマルカンドに留まっていた。
ブハラ人民ソビエト共和国の成立後、フィトラトのブハラに伝わる写本、文書の収集・整理事業に協力する。アイニーはタジク語だけでなくウズベク語にも精通していたが、1924年の民族境界画定の後はタジク・ナショナリズムの立場をとるようになる。1926年に編纂した『タジク文学精選』で10世紀以来のタジク文学の伝統を記すとともに、タジク民族の歴史と文化の復権を主張した。『タジク文学精選』は同じく民族のアイデンティティを主張するフィトラトの『ウズベク文学精選』と対をなすが、ソビエト世界でアイニーの作品が好意的な評価を受けたのに対してフィトラトの作品は汎用テュルク主義思想を表したものとして排除された。
1950年にソビエト連邦最高会議代表議員、1951年にはタジク共和国科学アカデミー初代総裁に就任した。

## 作風
1894年頃から、アイニーは詩の発表を始める。1918年に作詞した『自由行進曲』『十月革命のために』は、タジク文学のシンボルと見なされている。1919年からアイニーは雑誌『革命の父』の編集に参加し、タジク批評文学を確立した。
1920年にアイニーは最初のタジク語散文『ブハラの死刑執行人』を発表し、作中で封建的なブハラの社会を風刺した。1920年代初頭に書いた『トゥラン行進曲』には汎テュルク主義の思想が見られるが、やがてタジク・ナショナリズムの立場を明確にする。
1949年から1954年にかけて書き上げた自伝的な作品『回想記』の中ではアミールの圧政に苦しむタジク人の生活・風習を描写し、記録・事実の著述と詩・散文による芸術性の発揮の両立を成功させている。アイニーは『回想記』の執筆にあたってロシアの作家マクシム・ゴーリキーの影響を受けたことを認め、両者の経歴に共通点が多い点が指摘されている。

## 主な作品

### 詩歌
- 『過去と現在』
- 『土地を売るな』
- 『挽歌』
- 『自由行進曲』
- 『十月革命のために』
- 『トゥラン行進曲』

### 小説
- 『ブハラの死刑執行人』（1920年）
- 三部作
  - 『オーディナ』（1924年）
  - 『ドフンダ』（1930年）
  - 『奴隷』（1934年）
- 『高利貸の死』（1939年）
- 『回想記』（1949年 - 1954年）

### その他
- 『タジク文学精選』

## 日本語訳
- 『ブハラ』（米内哲雄訳, 未来社, 1973年7月） - 『回想記』のロシア語訳である『ブハラ』（1952年版）からの重訳
- 『ブハラの死刑執行人』 付・高利貸の死（米内哲雄訳, 日本図書刊行会, 1997年9月）